# イン・シンク
イン・シンク（★NSYNC、'N Sync）は、アメリカの男性アイドルグループ。1995年に結成され、2002年に活動を停止したが、その後様々な形でメンバーが定期的に再結集する形を取っている。

## 略歴
グループ名の"NSYNC"とは、ジャスティンの母がメンバー5人の名前から1文字ずつ取り、「同期して」という意味の英語の熟語“in sync”とひっかけた命名である。
バックストリート・ボーイズの永遠のライバルであったアイドルグループであり、まずヨーロッパで成功を収めた。その後、2000年に発売された『No Strings Attached』の初動売上が、当時の全米最高の241万5859枚（サウンドスキャン調べ）を記録する大成功を収めた。日本ではオリコンで、同アルバムが19位にまで上りつめる。
サウンド面での変遷は、エイス・オブ・ベイスのようなユーロハウス・サウンドから始まり、次第にR&B色を強め、シングル『Girlfriend』ではラッパーのネリーをフィーチャー。音楽的な成熟とともに、クールなサウンドを確立し、さらなる成功をおさめた。
2000年8月には来日しており、イベントやラジオに出演、9月にはポップジャムにも出演している。
2002年にグループは解散。その後、ジャスティンとJCは歌手としてソロ活動を開始、ランスは宇宙へ行くために訓練を開始したが、保険会社の撤退による資金調達の困難により頓挫した。クリスはNigel 11というロックバンドを結成、ジョーイは司会者や俳優として活動した。
2013年8月の「2013 MTV Video Music Awards」では1日限りの再結成を果たし、メンバー5人で「ガールフレンド」と「バイ・バイ・バイ」を披露した。
2023年9月12日に行われたMTVビデオ・ミュージック・アウォーズにメンバー全員で登場し、最優秀ポップ賞を受賞したテイラー・スウィフトに受賞トロフィーを手渡した。ステージでメンバー全員が揃うのは2013年以来10年ぶりとなる。
同年、20年ぶりの新曲「ベター・プレイス」を発表。
2024年、映画『デッドプール&ウルヴァリン』の劇中曲として「バイ・バイ・バイ」が使用された。

## メンバー
- クリス・カークパトリック（英語版）（1971年10月17日 - ）
1999年のシングル「シンキング・オブ・ユー（アイ・ドライブ・マイセルフ・クレイジー）」ではリード・ヴォーカルを務めた。

- ジャスティン・ティンバーレイク（1981年1月31日 - ）

- ジョーイ・ファトゥーンJr（英語版）（1977年1月28日 - ）

- JC・シャゼイ（1976年8月8日 - ）

- ランス・バス（1979年5月4日 - ）

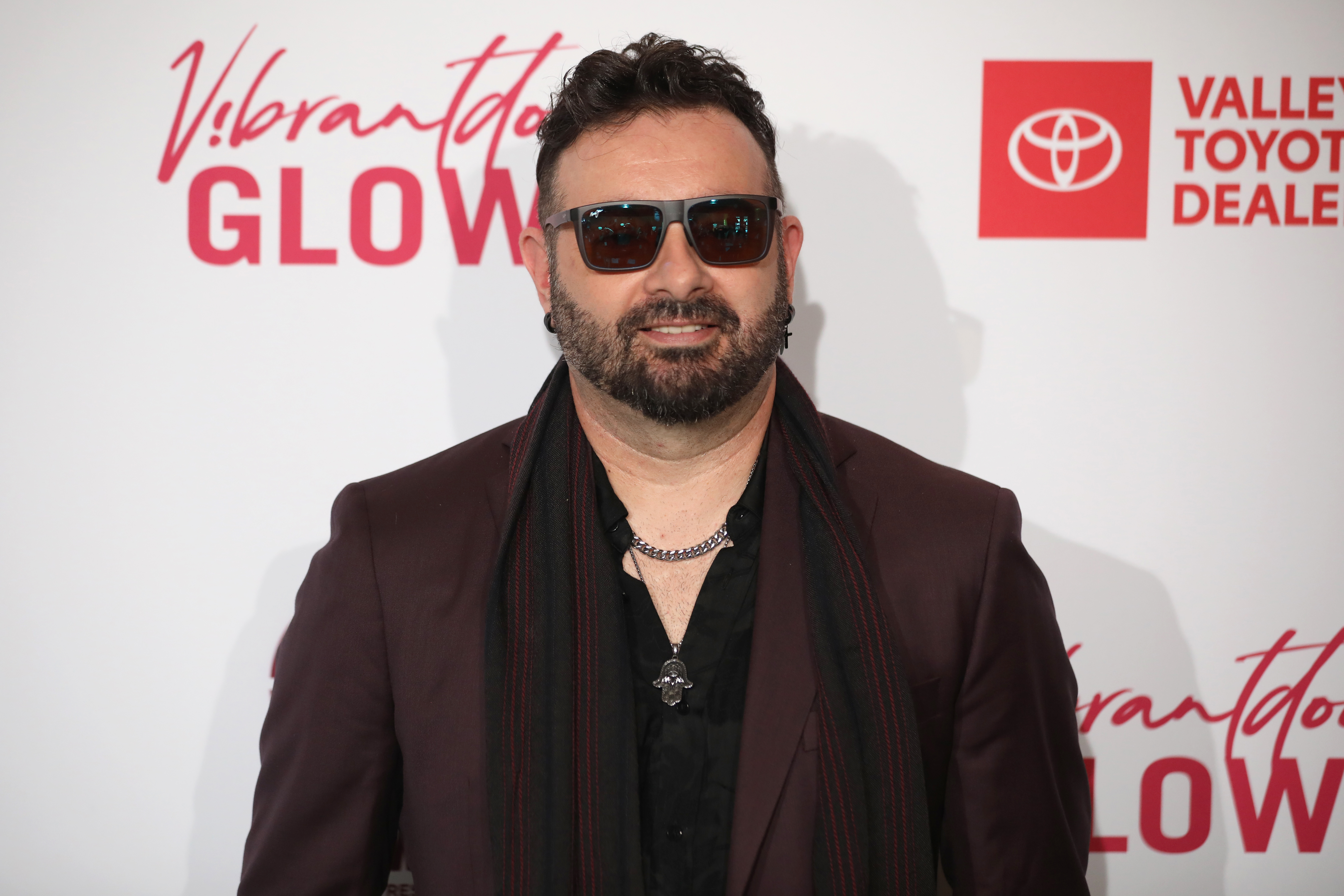
クリス・カークパトリック
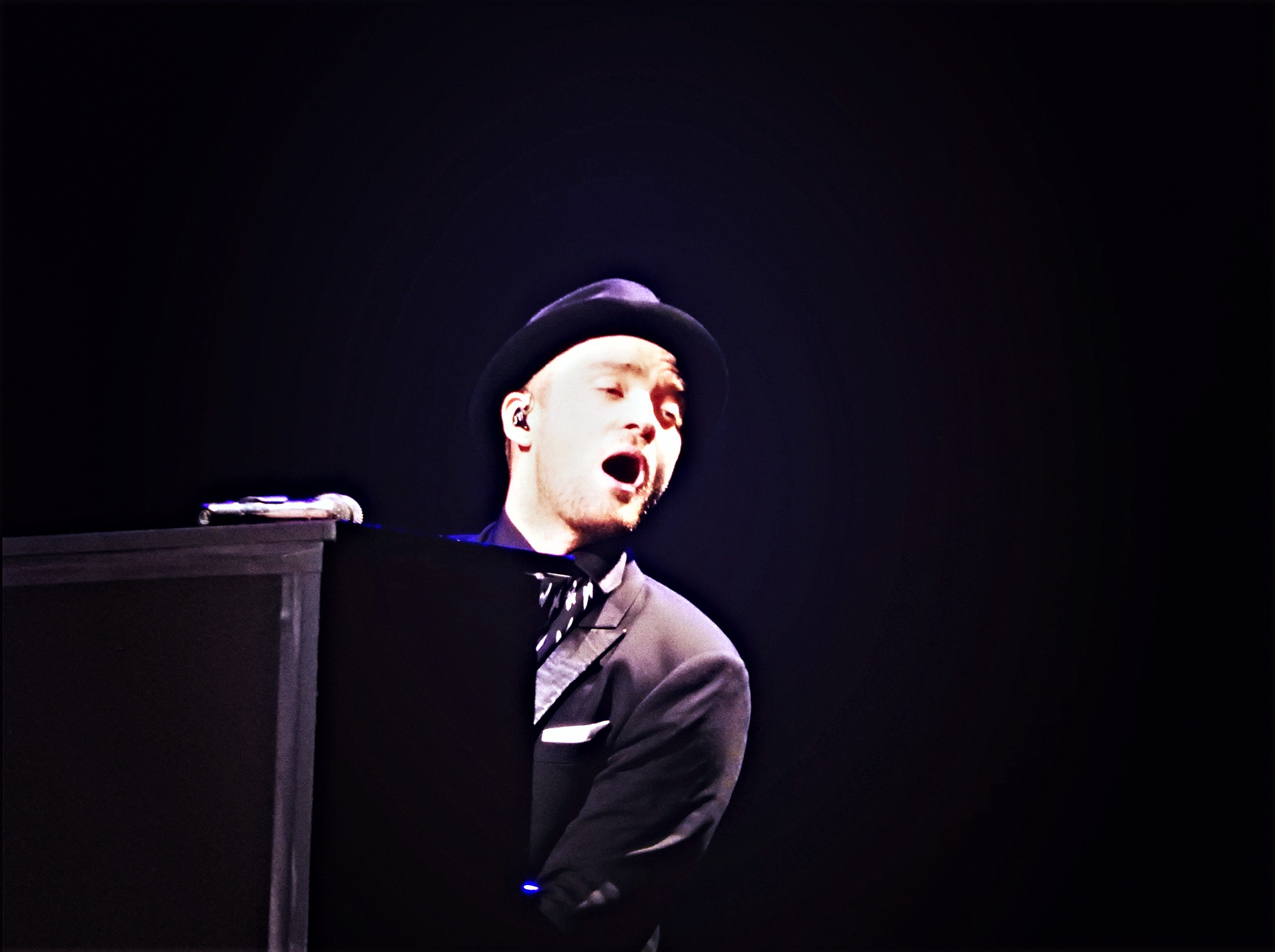
ジャスティン・ティンバーレイク
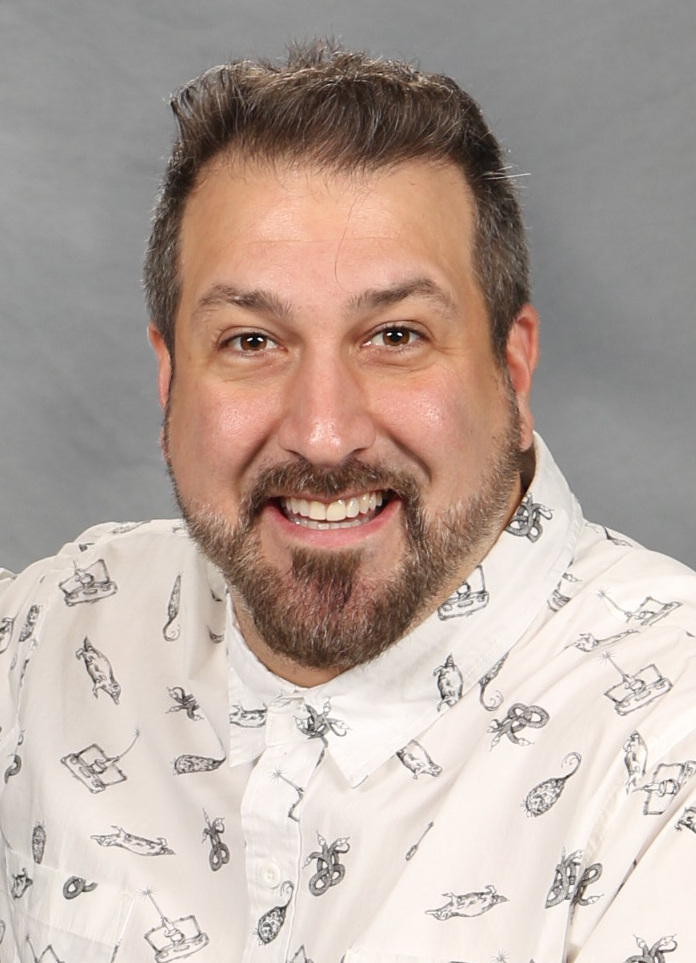
ジョーイ・ファトゥーン
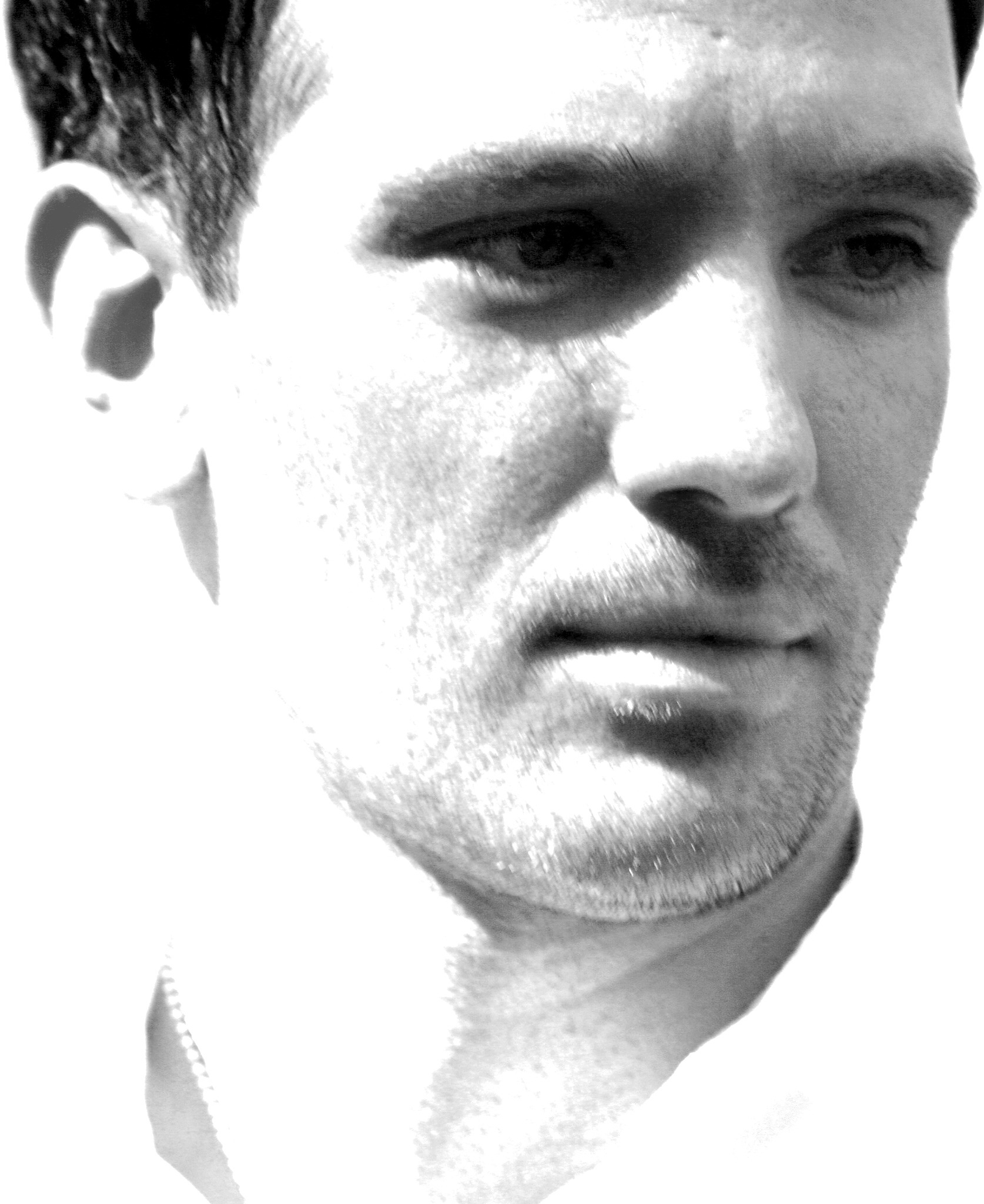
JC・シャゼイ
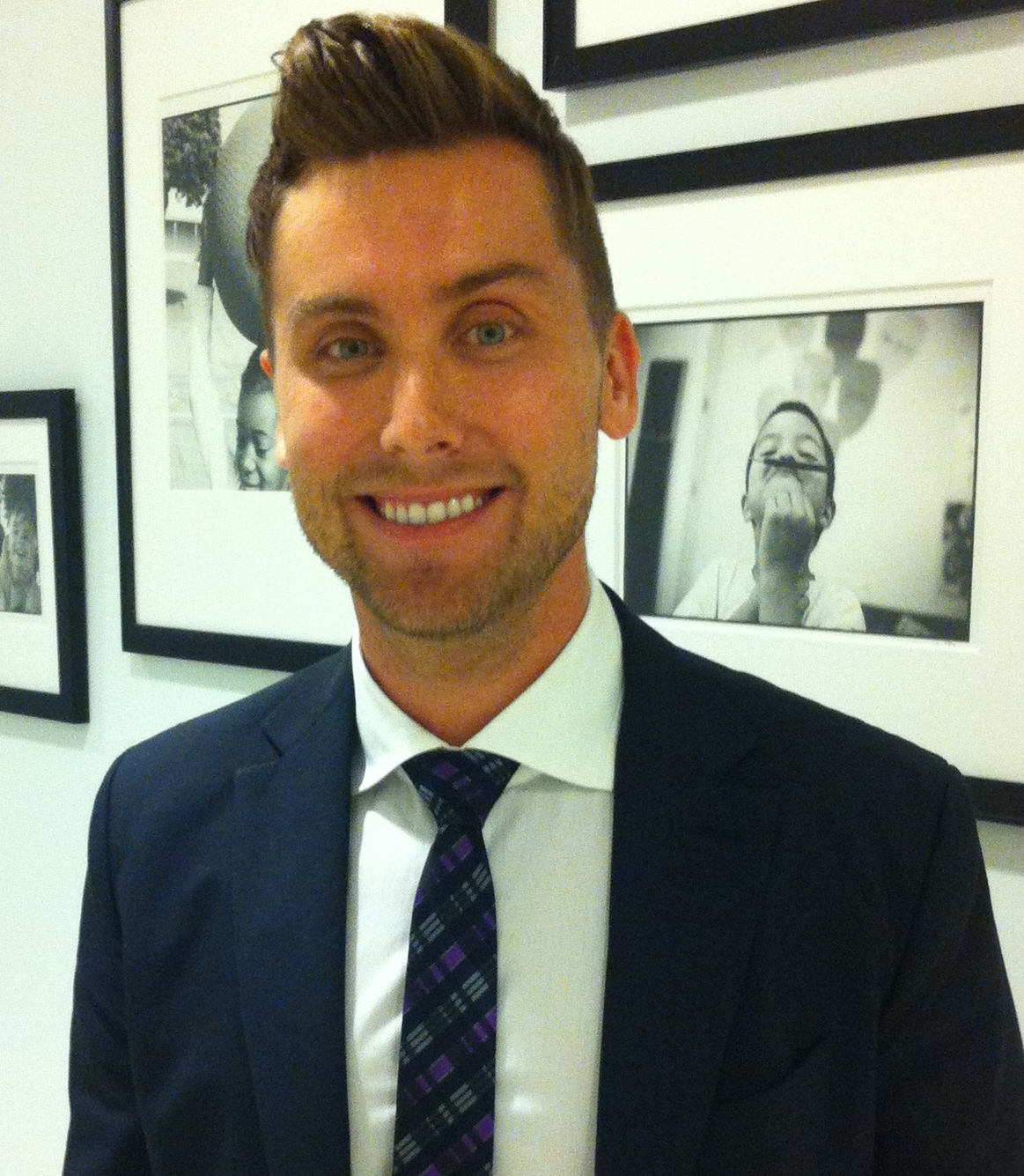
ランス・バス

## ディスコグラフィー

### アルバム
| 年                                        | タイトル            | アルバム詳細                                                                                | チャート最高位 | チャート最高位 | チャート最高位 | チャート最高位 | チャート最高位 | チャート最高位 | チャート最高位 | チャート最高位 | チャート最高位 | チャート最高位 | 認定 |
| 年                                        | タイトル            | アルバム詳細                                                                                | US             | AUS            | AUT            | CAN            | GER            | IRE            | NLD            | NZ             | SWI            | UK             | 認定 |
| ----------------------------------------- | ------------------- | ------------------------------------------------------------------------------------------- | -------------- | -------------- | -------------- | -------------- | -------------- | -------------- | -------------- | -------------- | -------------- | -------------- | --- |
| 1997                                      | NSYNC               | - 発売日: 1997年5月26日 - レーベル: RCA - フォーマット: CD, cassette - 全米売上: 985.4万枚  | 2              | 58             | 2              | 4              | 1              | —              | 59             | 34             | 5              | 30             | - US: ダイヤモンド - AUT: ゴールド - CAN: 4× プラチナ - GER: ゴールド - SWI: ゴールド                               |
| 2000                                      | No Strings Attached | - 発売日: 2000年3月21日 - レーベル: Jive - フォーマット: CD, cassette - 全米売上: 1,298万枚 | 1              | 3              | 16             | 1              | 7              | 27             | 6              | 12             | 7              | 14             | - US: 11× プラチナ - AUS: プラチナ - CAN: 7× プラチナ - GER: ゴールド - NLD: ゴールド - NZ: ゴールド - UK: ゴールド |
| 2001                                      | Celebrity           | - 発売日: 2001年7月24日 - レーベル: Jive - フォーマット: CD, cassette - 全米売上: 500.2万枚 | 1              | 10             | 24             | 1              | 5              | 25             | 42             | 10             | 14             | 12             | - US: 5× プラチナ - AUS: ゴールド - CAN: 2× プラチナ - UK: ゴールド                                                 |
| "—"は未発売またはチャート圏外を意味する。 |                     |                                                                                             |                |                |                |                |                |                |                |                |                |                | |

### ベスト・アルバム
- 『グレイテスト・ヒッツ』(2005年)
- 『The Collection』(2010年)
- 『The Essential *NSYNC』(2013年)

### シングル
1. アイ・ウォント・ユー・バック - I Want You Back （1997年11月8日）
2. テアリン・アップ・マイ・ハート - Tearin' Up My Heart （1998年）
3. バイ・バイ・バイ - Bye Bye Bye （2000年2月16日）
4. イッツ・ゴナ・ビー・ミー - It's Gonna Be Me （2000年6月21日）
5. ポップ - Pop （2001年6月27日）
6. ゴーン - Gone （2001年10月24日）
7. ガールフレンド (feat. Nelly) - Girlfriend （2002年1月30日）

## 出演
- コスモ ポップス ベスト10(TOKYO FM)※2000年8月26日
- ポップジャム(NHK総合)※2000年9月9日

## 来日公演
- *NSYNC Japan Showcase Live （2000年3月29日、恵比寿ガーデンホール）